# Bolyphantes sacer
Espèce
Synonymes
- Lepthyphantes sacer Tanasevitch, 1986

Bolyphantes sacer est une espèce d'araignées aranéomorphes de la famille des Linyphiidae.

## Distribution
Cette espèce est endémique du Kirghizistan.

## Description
Le mâle holotype mesure 2,55 mm et la femelle paratype 2,45 mm.

## Publication originale
- Tanasevitch, 1986 : New and little-known species of Lepthyphantes Menge 1866 from the Soviet Union (Arachnida: Araneae: Linyphiidae). Senckenbergiana Biologica, vol. 67, no 1/3, p. 137-172.